# Ekebyhovseken
Die Ekebyhovseken (deutsch Ekebyhovs-Eiche; auch Ekeröjätten – Ekeröriese genannt) ist eine Eiche südlich des Schlosses Ekebyhov im Wald- und Erholungsgebiet Jungfrusundsåsen auf der Insel Ekerö in Uppland in Schweden. Die etwa 500 Jahre alte Eiche ist der volumenmäßig größte lebende Baum Skandinaviens. 1956 wurde er zum Naturdenkmal erklärt.
Die als Solitär aufgewachsene Ekebyhovseken hat ein Volumen von etwa 84 Kubikmetern, der Stammumfang beträgt 10,7 Meter und die Höhe 17 Meter. Da die Krone beschädigt ist, kann davon ausgegangen werden, dass der Baum höher war. 
Zum Vergleich: 
- Rumskullaeken oder Kvilleken, Schwedens dichtester Baum, hat ein Volumen von etwa 60 Kubikmetern, eine Höhe von 14 Metern und einen Umfang von 14,75 Metern.
- Brureika, (deutsch Brauteiche) in Norwegen ist der größte Baum des Landes und hat einen ähnlichen Stammumfang wie die Ekebyhovseken.

2005 gab es in der Gemeinde Ekerö 30 Naturdenkmäler, darunter 25 Eichen, wie die Gällstaöeken.